# Euphysalozercon berlesei
Euphysalozercon berlesei  (лат.) — вид мирмекофильных клещей из отряда Mesostigmata, единственный в составе монотипических рода Euphysalozercon и семейства Euphysalozerconidae. Эндемики ЮАР (Южная Африка).

## Описание
Мелкие мезостигматные желтовато-коричневые клещи (менее 1 мм). Форма тела овальная с тяжело склеротизированными покровами (длина идиосомы 1140 мкм, ширина 1280 мкм). Первая пара ног усиковидная, лапки I без коготков (на других лапках коготки редуцированные, остаточные или также полностью отсутствуют). Формула хетотаксии тазиков ног I-IV: 2-2-2-1. Бёдра IV с 8 щетинками. Престернальный щит отсутствует. На латигинальном щите более 30 щетинок. Мезогинальный щит субтреугольный, отделён от вентрианального щита. Euphysalozercon berlesei обнаружен в ассоциации с муравьями рода Anoplolepis.

## Систематика
Вид назван в честь итальянского энтомолога и акаролога Антонио Берлезе (Antonio Berlese; 1863—1927), внёсшего крупный вклад в исследование клещей. Ранее этот вид не был формально описан (согласно кодексу МКЗН), но около ста лет упоминался под названиями Antennophorus raffrayi Wasmann, 1902 и Physalozercon raffrayi (Wasmann, 1902) и выделялся в семейство, которые теперь признаны синонимами. В 1902 году Эрих Васманн отметил существование неизвестного вида, который он назвал Antennophorus raffrayi, не описав его. В 1903 году Антонио Берлезе на основе образцов Васманна создал род Physalozercon, а в 1977 году Джон Кетли выделил семейство Physalozerconidae. На основании неописанного вида эти таксоны с точки зрения современной научной таксономии недействительны, поэтому в 2008 году американский акаролог Чеол-Мин Ким (Dept. of Ecology and Evolutionary Biology, Коннектикутский университет, США) описал этот вид формально как новый. Род и семейство вместе с Aenictequidae, Messoracaridae и Ptochacaridae включены в состав надсемейства Aenictequoidea.
- Euphysalozerconidae Kim, 2008 (=Physalozerconidae Kethley, 1977)
  - Euphysalozercon Kim, 2008 (=Physalozercon Berlese, 1903)